# Dave Schultz (zapaśnik)
David Leslie „Dave” Schultz (ur. 6 czerwca 1959 w Palo Alto, zm. 26 stycznia 1996 w Newton Square) – amerykański zapaśnik walczący w stylu wolnym. Mistrz olimpijski z Los Angeles 1984 w kategorii do 74 kg. Sześciokrotny medalista Mistrzostw Świata. Złoty i brązowy medal na Igrzyskach Panamerykańskich. Drugi na uniwersjadzie w 1981. Trzy razy wygrał Puchar Świata w 1980, 1994, 1995; drugi w 1978 i 1981 roku.
Po zakończeniu kariery został trenerem. Zginął zastrzelony przez sponsora klubu Team Foxcatcher, w którym pracował, Johna Eleuthère du Ponta.
Jego brat, Mark Schultz, także został złotym medalistą olimpijskim w 1984 roku.
Pośmiertnie został honorowym członkiem Galerii Sławy.